# Шукальнах
Шукальнах — одно из государств древних майя, располагавшееся на территории современного штата Чьяпас, Мексика. Существовало в VI — IX веках.

## Столица
Первоначально столица Шукальнаха располагалась на месте современного городища Лаканха. В начале VII века царь Яхав-Чан-Муван I перенес столицу государства в Бонампак — в 6 км восточнее старой столицы. В то же время Шукальнах входит в сферу политического влияния царства Пачан (со столицей в Йашчилане), с чем, очевидно, и связано основание новой столицы вблизи от границы с Пачаном.

## История
Первым правителем и, вероятно, основателем династии Шукальнаха был Ах-Яш-Пуним, правивший около 400 года.
В 564 году началась война между Пачаном и Шукальнахом. Она закончилась пленением шукальнахского царевича К'ан-Ток-Лук и победой Пачана.
В 610 году некий Ах-Чан-Ток' захватил власть в Шукальнахе и изгнал царя Ах-Ольналя. Однако, при помощи царя Пачана Ицамнах-Балама II, Ах-Ольналь захватил Ах-Чан-Ток'а в плен и вернул себе трон уже в следующем году.
В 791 году Йахав-Чан-Муван II, последний царь Шукальнаха оставивший иероглифические надписи, построил Храм I в честь победы над царством Сакц’и. Этот храм знаменит своими настенными росписями.
Как и прочие царства майя, Шукальнах прекратил своё существование на рубеже VIII—IX веков.

## Территория
Царство Шукальнах состояло из нескольких областей: 
- Шукальнах - первая столица, давшее название царству (городище Лаканха)ъ
- Укуль - Бонампак
- Бубульха («Бурлящая вода») - область на северо-западе царства (городище Охос-де-Агуа)
- Саклакаль («Место белых кузнечиков») - область на севере Шукальнаха.
- Тах — местоположение неизвестно.

В текстах, помимо царей всего Шукальнаха, упоминаются и правители областей, происходившие из боковых линий царской династии. В VIII веке удельные роды лишились своего влияния и сравнялись по статусу с наместниками-сахалями.

## Правители
Правители Шукальнаха носили титул «божественный царь (кухуль ахав) Шукальнаха».
- Ах-Йаш-Пуним (ок. 400)
- «Правитель стелы 7» (имя неизвестно) (554—600)
- Йахав-Чан-Муван I (600—605)
- Ах-Ольналь (605—610, 611 — после 614)
- Ах-Чан-Ток’ (610—611)
- Винакхаб-Ток’ (643 — после 648)
- … (имя неизвестно) (ранее 658 — после 670)
- Ах-Нак’ей (683 — после 692)
- К'инич-Чак-Чих (717 — 732)
- «Knot-Eye» Б’алам (732 — после 746)
- Ах-Сак-Телеч (747/748 — 776)
- Йахав-Чан-Муван II (776 — после 791)